# Bundesstraße 30
Pour les articles homonymes, voir B30 et Route 30.
La Bundesstraße 30 (abrégé en B 30) est une Bundesstraße reliant Neu-Ulm à Friedrichshafen.

## Localités traversées
- Neu-Ulm
- Laupheim
- Biberach an der Riß
- Bad Waldsee
- Weingarten
- Ravensbourg
- Meckenbeuren
- Friedrichshafen